# 85 mm M1939 (52-K)
Il 85 mm M1939 (52-K), denominato ufficialmente in russo 85-мм зенитная пушка обр. 1939 г. (52-К), era un cannone antiaereo sviluppato alla fine degli anni trenta sotto la guida dai progettisti M. N. Loginov e G. D. Dorokhin. Fu usato con successo nella guerra tedesco-sovietica contro i bombardieri e velivoli ad alta e media quota. In casi eccezionali vennero utilizzati come cannone anticarro pesante. La canna del52-K fece da base per la famiglia di cannoni da carro armato da 85 mm. I serventi di questi cannoni da 85 mm abbatterono 4.047 velivoli dell'Asse, con una media di 598 colpi per ogni aereo abbattuto. Dopo la guerra alcuni 52-K furono modificati per usi pacifici come cannoni antivalanga.
Virtualmente ogni paese dietro la Cortina di ferro ricevette questo cannone dopo la seconda guerra mondiale. In Unione Sovietica venne sostituito dai 100 mm KS-19 e 130 mm KS-30.

## Tecnica
Adottato nel 1939, il 85 mm M1939 era la controparte sovietica del 8,8 cm FlaK. Come questo ed altre armi coeve (come il 90/53 Mod. 1939 italiano), il pezzo era dotato di munizioni anticarro.

## Impiego operativo
I M1939 vennero organizzati in reggimenti antiaerei pesanti su 16 pezzi. I reggimenti erano riuniti in divisioni antiaeree campali.

## Derivati controcarro
Dal 1942, il cannone da 76 mm M1940 (F-34) del carro armato medio T-34 fu superato in gittata e penetrazione dal pezzo da 7,5 cm KwK 40 montato su StuG III e Panzer IV, mentre risultò nettamente inferiore al 8,8 cm KwK 36 del Tiger I. I militari incaricarono i bureau dei generali Vasiliy Grabin e Fyodor Petrov di modificare il M1939 in un cannone anticarro.
Il bureau di Petrov sviluppò il cannone da 85 mm D-5. Essendo troppo grande per l'installazione nella torretta del T-34, venne montato sullo scafo del semovente d'artiglieria SU-122, realizzando così il cacciacarri SU-85. Mentre questo entrava in produzione nella Fabbrica Nº 9 a Sverdlovsk, continuavano gli studi per riprogettare la torretta del T-34 in modo da poter ospitare il pezzo da 85 mm.
Grabin, che aveva lavorato su un secondo pezzo da 85, il ZiS-53, presso la Fabbrica "Stalin" N° 92 di Gor'kij, venne riassegnato al Bureau Centrale di Artiglieria (TsAKB) di Mosca. Il suo progetto passò al ventitreenne progettista A. Savin. Un terzo ufficio di progettazione, guidato da K. Siderenko, venne assegnato allo studio di un terzo pezzo da 85 mm, il 85 mm S-18 poi usato sulle torrette modificate del T-34.
I cannoni anticarro sviluppati furono testati al poligono Gorokhoviesky vicino Gorky ed il ZiS-53 di Grabin risultò vincitore. Tuttavia, la torretta del nuovo T-34/85 era stata progettata per ospitare il cannone D-5 e non era adattabile al vincitore. Il T-34/85 entrò quindi in produzione equipaggiato con il D-5, ridesignato D-5T ("T" per "tank").
Savin si mise al lavoro per modificare il cannone ZiS-53 di Grabine per adattarlo alla nuova torretta e per incorporare altre migliorie. L'iniziale del suo cognome venne quindi aggiunta alla denominazione del pezzo in riconoscimento del suo contributo: ZiS-S-53. A partire dal T-34/85 Modello 1944, tutti i carri montarono il ZiS-S-53, entrato in produzione nella primavera del 1944. Le ultime prove a fuoco contro carri tedeschi di preda bellica dimostrarono che i cannoni anticarro derivati dall'85 mm antiaereo, pur rappresentando un avanzamento rispetto ai predecessori da 76,2 mm, non erano ancora nettamente superiori per potenza di fuoco rispetto alle controparti tedesche quando utilizzavano le munizioni AP. Venne così sviluppato un cannone anticarro completamente nuovo, il 100 mm M1944 (BS-3), e il pezzo da 85 mm venne dotato di proiettili HEAT per incrementarne la potenza a prescindere dalla distanza.